# Morarji Desai
Morarji Desai (hindi: मोरारजी देसाई)  (Districte de Valsad, 29 de febrer de 1896 - Bombai, 10 d'abril de 1995) va ser un polític indi, primer ministre de l'Índia entre 1977 i 1979. Membre del moviment de desobediència civil dirigit per Gandhi, durant la seva dilatada trajectòria va ocupar diversos càrrecs com el de primer ministre de l'Estat de Bombai (1952-56), ministre de comerç i d'indústria (1956-58) i ministre d'hisenda (1958-63).
Després de la mort del primer ministre Lal Bahadur Shastri, va ser candidat al càrrec, però va ser derrotat per Indira Gandhi el 1966. Va ocupar el càrrec de viceprimer ministre fins al 1969. Va ser cofundador i líder del partit Janata, amb el qua va guanyar-li a Indira Gandhi les eleccions de 1977.
En el terreny internacional se'l reconeix com a activista per la pau i pels seus esforços en desescalar tensions amb el Pakistan i la Xina. Publicà diversos llibres de memòries i va rebre el Bharat Ratna, el màxim honor civil del país. Va morir el 1995 amb 99 anys.